# عدي عمرو
عدي عمرو (مواليد 15 سبتمبر 1987) هو لاعب كرة قدم سعودي .
كانت بداياته مع نادي الأنصار و لعب بعدها لأندية العروبة وهجر و وقع مع نادي أحد في عام 2015 و وقع مع نادي ضمك مطلع عام 2018 .

## وصلات خارجية
- عدي عمرو